# Limnophyes timoni
Limnophyes timoni är en tvåvingeart som beskrevs av Maurice Emile Marie Goetghebuer 1937. Limnophyes timoni ingår i släktet Limnophyes och familjen fjädermyggor.
Artens utbredningsområde är Frankrike. Inga underarter finns listade i Catalogue of Life.